# Pelayo Mancebo y Ágreda
Pelayo Mancebo y Ágreda (Calahorra, 26 de junio de 1845 - Burgos, 5 de septiembre de 1912) fue un ingeniero de caminos y político español.
Era hijo de Francisco Mancebo y Medrano y de Micaela Ágreda.
Obtuvo el título de ingeniero de caminos en Madrid en 1868.
Fue diputado en las Cortes Españolas en dos legislaturas, entre mayo de 1884 y marzo de 1886 en las listas del Partido Conservador por el distrito de Arnedo, circunscripción de Logroño.
Casó con Casilda Igón, con la que tuvo un hijo y una hija: Francisco Mancebo de Igón, abogado y diputado también por el Partido Conservador entre 1907 y 1910, y Casilda Mancebo de Igón.
Era de una familia de grandes propietarios de la ciudad de Calahorra, familia que llevó a cabo una política de consolidación matrimonial con otros patrimonios de la comarca de la Rioja Baja, como los Rada, los Fernández de Navarrete y los Sáenz de Tejada.
Su proyecto de ingeniería más famoso fue el del Puente Internacional de Tuy-Valença que une las villas fronterizas de Tuy y Valença do Miño. Los pliegos originales intentaban conciliar las consideraciones de índole económica y de utilidad, con las consideraciones estéticas. Una muestra de su sensibilidad artística la podemos ver en el siguiente párrafo:

He huido de dar a los estribos el aspecto de fortificación, que en obras análogas suelen presentar, porque entiendo que artísticamente, no deben señalarse fronteras entre pueblos hermanos, como son España y Portugal, y porque proyectándose la obra desde el camino de Tuy, bajo los muros de la plaza fuerte de Valença, la comparación entre lo real y lo que imita, había de dar un carácter falso y pueril.

La ejecución final, llevada a cabo por la empresa constructora belga Société Anonyme Internationale de Construction et d'Enterprise des Travaux Publics Braine-le-Comte, no siguió exactamente todas las directrices del proyecto original, en especial en lo que respecta al uso de vigas de paredes llenas, en contraposición a las vigas de celosía propuestas de manera entusiasta por Mancebo, que siendo más caras que las primeras, tendrían como contrapartida un mejor resultado estético.